# 海米薩特省
33°49′N 6°04′W / 33.817°N 6.067°W
海米薩特省（阿拉伯语：‎），是摩洛哥的省份，位於該國西北部，由拉巴特-塞拉-蓋尼特拉大區負責管轄，首府設於海米薩特，面積8,305平方公里，2004年人口521,815，人口密度每平方公里63人。